# Arboretum de l'Hermet
L'arboretum de l'Hermet est un arboretum de 3 hectares d'extension, situé à Riotord, en France.

## Lieu
L'arboretum de l'Hermet est situé à une altitude de 1 000 m, et à 6 km à l'est de Riotord.
Il est ouvert tous les jours de la semaine pendant les mois chauds de l'année.

## Histoire
L'arboretum a été créé en 1998.
L'objectif principal est d'expérimenter avec des espèces d'arbres, pour l'enrichissement des ressources forestières.
Mais aussi le début de la connaissance de l'environnement forestier pour le grand public et pour les écoliers.

## Collections
Il abrite actuellement des espèces introduites telles que Sequoiadendron giganteum, Quercus rubra, Larix kaempferi, Picea et Abies. 